# Казачьи бани

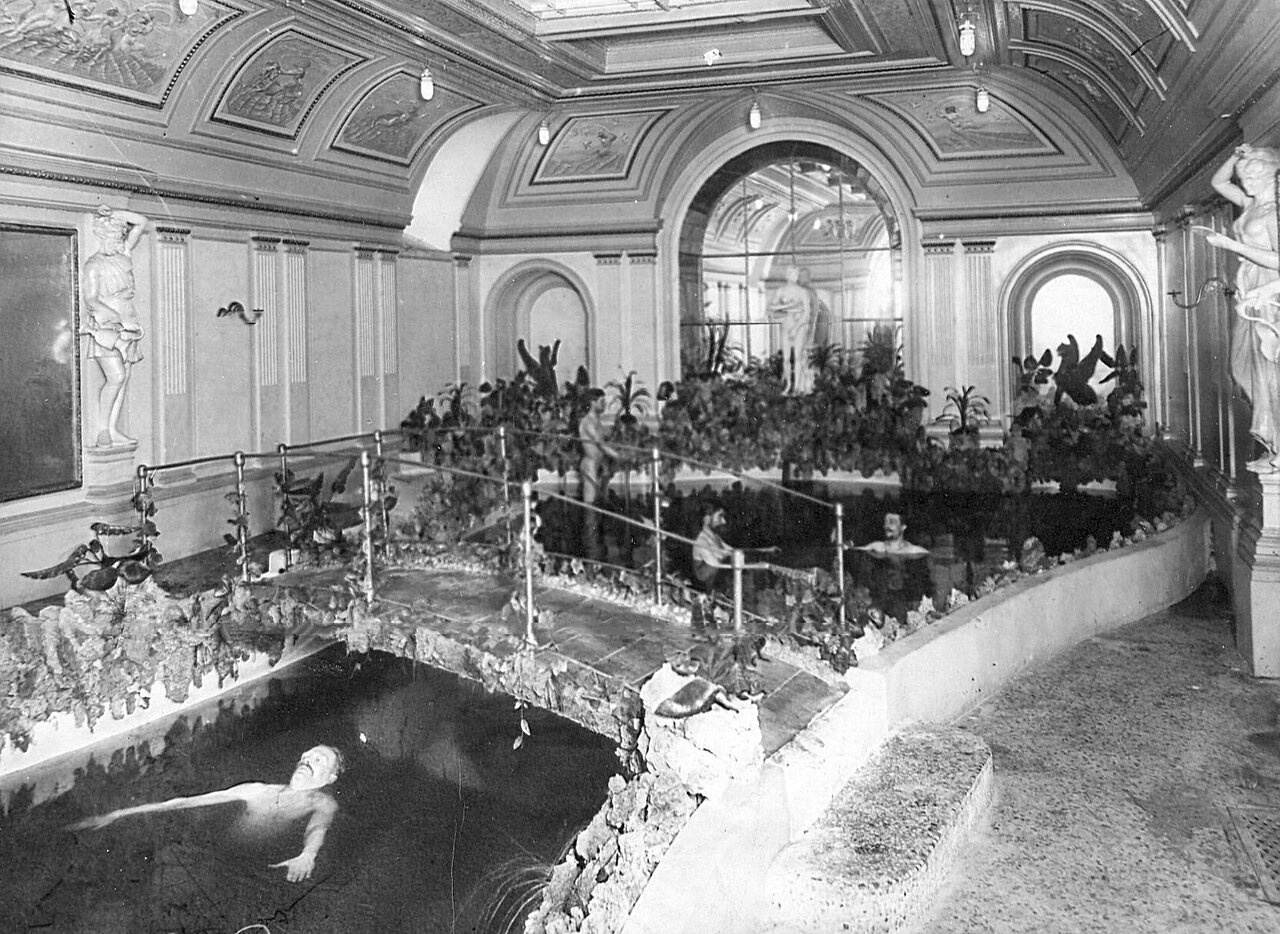
Комната с бассейном, 1910 год

Казачьи бани, также Егоровские бани — общественные бани, располагавшиеся в Большом Казачьем переулке д. 11. Бани также были известны как «Дом народного здравия» и ещё до революции назывались «Казачьими банями», так как находились в Казачьем переулке и находились неподалёку от Донского казачьего подворья.
В 1875 году купец первой гильдии Ефим Савельевич Егоров получил разрешение на возведение шестиэтажного жилого дома с выходом фасада на Большой Казачий переулок. С лицевой стороны было построено два этажа и пять этажей внутри дома для приспособления их под народные, общие, номерные и семейные бани. Здание строилось по проекту архитектора Павла Юльевича Сюзора, который был удостоен за это золотой медали на Венской выставке. Бани были открыты в 1879 году.
Бани представляли собой самый современный по тем временам банный комплекс, наряду например с Воронинискими банями, построенными по образцу европейских римско-ирландских бань, в свою очередь, являвшихся модернизированными римскими термами. В Егоровских банях располагался зал с бассейном для плавания и проходами для охлаждения. В банях также располагалось гидротерапевтическое отделение с соляными, песочными и сернистыми лечебными банями внутренние помещения украшали барочные интерьеры. В здании также работала паровая прачечная, чьи работники за 20 — 30 минут могли постирать, высушить и погладить бельё, оставленное посетителями бани. При заведении также работали мозольный кабинет, парикмахерская, кегельбан и ресторан. Среди постоянных посетителей бань был живший полтора года по соседству Владимир Ленин, также заведение посещал живший неподалёку (на Гороховой улице) Григорий Распутин.
Бани продолжали существовать в советский период, но со временем пришли в упадок. Раннее бани занимали три здания, два дома были приспособлены под жилые помещения. Заведение закрылось в 1993 году, однако уже в 1994 году там прошли реставрационные работы. При банях построили парикмахерскую, педикюрный, маникюрный кабинеты и солярий. Банный комплекс продолжает работать круглосуточно.